# Gardes de la prévôté

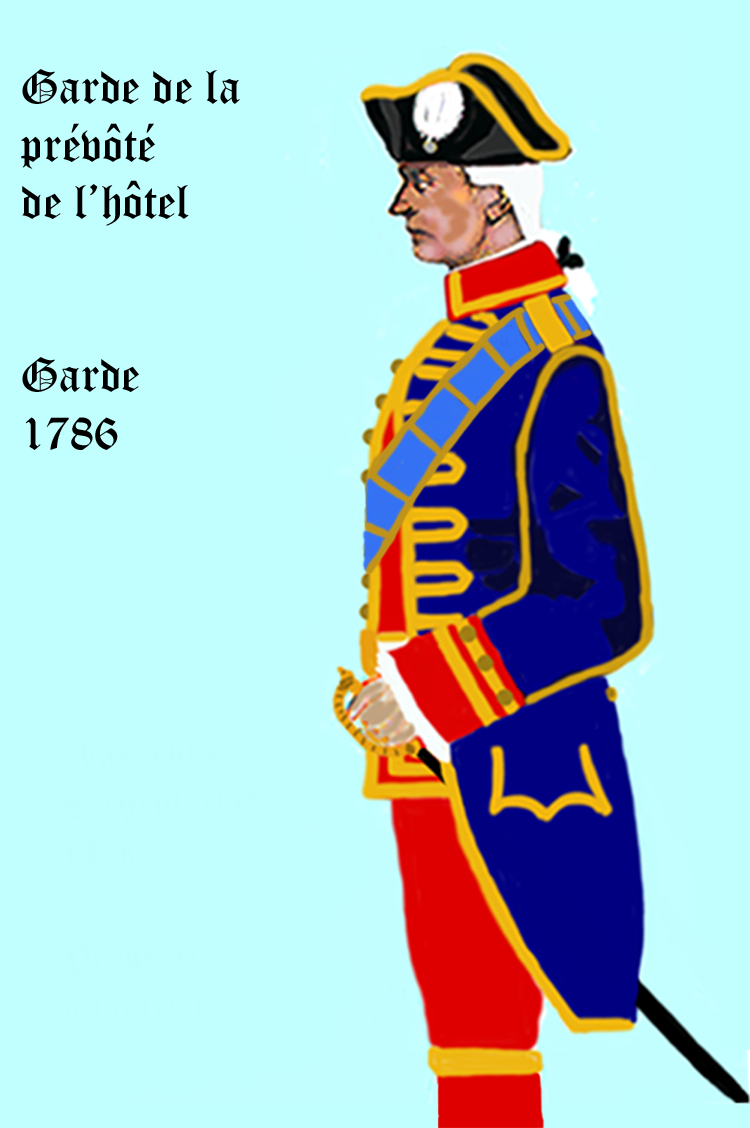
Gardist, Hofdienstuniform 1786

Die Gardes de la prévôté de l'hôtel (zu deutsch etwa Wache des Schlossvogtes, im weitesten Sinne auch Gendarmerie) waren ein Verband in der Garde (Maison militaire du roi de France) des Königs von Frankreich. 

## Aufgaben
Im Gegensatz zu den Prunkgarden wie zum Beispiel den Cent-suisses (auch Hundertschweizer genannt), die mehr oder weniger nur repräsentative Aufgaben wahrnahmen, handelte es sich bei den Gardes de la prévôté um einen militärischen Verband, der für Polizei- und Justizaufgaben in den vom König zur Zeit bewohnten Residenzen und Gärten eingesetzt wurde. Sie verfügten dabei über ein eigenes Gericht, das für Verfahren wegen Mordes bzw. Mordversuchs in den königlichen Liegenschaften zuständig war.
Für gewöhnlich wurde dieser Truppe die Aushändigung der lettres de cachet (königliche Haftbefehle) und die Einbringung der davon betroffenen und sonstiger hochrangiger Staatsgefangener übertragen.
Sobald der König den Palast verließ und sich in einer Kutsche fortbewegte (nicht bei Ausritten zu Pferd), schritten die Gardes de la Prévôté an zweiter Stelle vor den Cent-suisses, die immer unmittelbar vor dem König kamen.

## Geschichte
Im 17. Jahrhundert waren in Frankreich die königlichen Schlösser und Gärten eine Hochburg für zwielichtiges Gesindel, das sich mit Vorliebe in der Menschenmenge rund um den königlichen Hof als Taschendiebe und Schmuckräuber betätigte und das sich von den normalen Garden des Königs nicht abschrecken ließ. Um diesen Umtrieben entgegenzuwirken, wurde 1664 die Gardes de la Prévôté in der Stärke von etwa 100 Mann gebildet. Der Hauptmann dieser Garde war immer der Marquis de Sourches, der den Titel Prévôt de l'Hôtel (Schlossvogt) und Grand prévôt de France (Großvogt von Frankreich – als solcher Befehlshaber der gesamten Gendarmerie) trug.

## Gliederung
Der Verband war in zwei Kompanien gegliedert, die man 1778 auf je dreißig Mann verkleinerte.1787, noch einmal erwähnt, verliert sich die Spur dieser Garde im vorrevolutionären Frankreich. Sie scheint im gleichen Jahr aufgelöst worden zu sein. 
Die Kompanien als solche trugen unterschiedliche Uniformen. Außerdem gab es verschiedene Uniformen für Offiziere und Gardisten sowie für den Paradedienst und den gewöhnlichen Sicherungsdienst.

## Devise
Bis zur Zeit von Ludwig XIV. lautete die Devise dieser königlichen Leibgarde „Erit haec quoque cognita monstris“; zu Deutsch nach Alison Saunders: „Auch sie wird den Ungeheuern bekannt werden“ [„Elle sera pareillement connue aux monstres“].

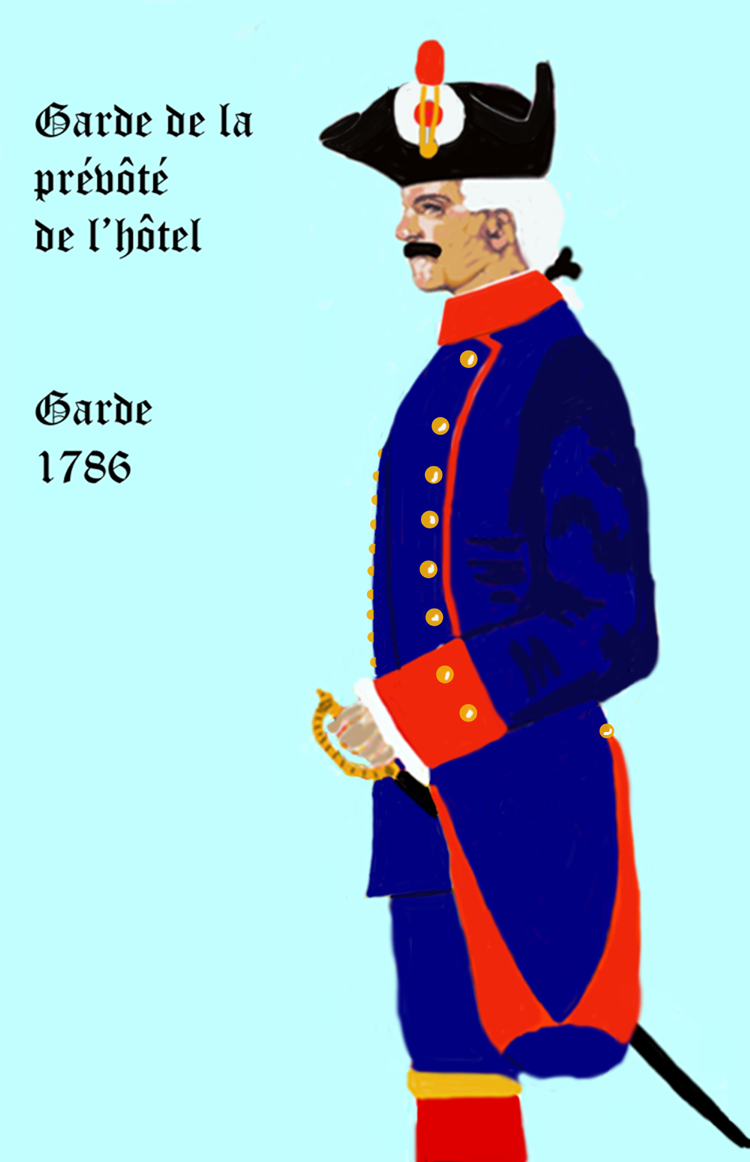
Garde in normaler Uniform

Nach Leslie Gilbert Pine ist dieser Wahlspruch zusammen mit dem zugehörigen Wappenbild Ludwig XIII. zu interpretieren, welches bei diesem Herrscher eine Keule zeigt. Das lateinische „haec“ (diese, dieses, dieser) meint laut Pine ebendiese Keule, die – wie die beiden des Herkules – den Ungeheuern schon bekannt werden würde, wobei hier mit den Ungeheuern die Häresie und die Rebellion gemeint waren. Demnach ergibt sich wieder die deutsche Übersetzung: „Auch sie (die Keule) wird den (beiden) Ungeheuern bekannt werden“.
Später unter Ludwig XIV. lautete das Motto auch dieses militärischen Verbandes „Nec pluribus impar“, zu Deutsch: „Auch nicht mehreren unterlegen“.

## Anmerkung
1. ↑  Prévôté steht im Französischen für mehrere miteinander verwandte Begriffe, so für Vogtei, Militärpolizei und auch Feldgendarmerie. In der Übersetzung wurde der am naheliegendste verwendet.